# Serie A NFLI 2008
La Serie A NFLI 2008 è stato uno dei due campionati di football americano di massimo livello svoltisi in Italia nel 2008. A causa dell'uscita da NFL Italia di alcuni dei team più importanti e della fondazione della Italian Football League, i restanti club di A1 e A2 furono riuniti in un unico campionato, a cui parteciparono 17 squadre divise in 4 gironi.
Pur avendo perso molto del suo precedente livello tecnico, NFL Italia mantenne il diritto di organizzare il "Superbowl", e la nuova Serie A terminò con il XXVIII Superbowl Italiano. A fine stagione tuttavia, NFL Italia, ritenendo di aver esaurito il suo compito storico si sciolse.

## Regular season

### Girone Ovest
| Pos. | Squadra                | %V    | G | V | P | PF  | PS  |
| ---- | ---------------------- | ----- | - | - | - | --- | --- |
| 1    | Skorpions Varese       | .1000 | 8 | 8 | 0 | 101 | 36  |
| 2    | Blacks Rivoli          | .625  | 8 | 5 | 3 | 243 | 159 |
| 3    | Giaguari Torino        | .375  | 8 | 3 | 5 | 137 | 149 |
| 4    | Centurions Alessandria | .000  | 8 | 0 | 8 | 31  | 200 |

### Girone Nordest
| Pos. | Squadra             | %V    | G | V | P | PF  | PS  |
| ---- | ------------------- | ----- | - | - | - | --- | --- |
| 1    | Hogs Reggio Emilia  | .1000 | 8 | 8 | 0 | 386 | 48  |
| 2    | Red Jackets Sarzana | .625  | 8 | 5 | 3 | 188 | 166 |
| 3    | Frogs Legnano       | .250  | 8 | 2 | 6 | 111 | 252 |
| 4    | Bobcats Parma       | .125  | 8 | 1 | 7 | 48  | 242 |

### Girone Nord
| Pos. | Squadra          | %V    | G | V | P | PF  | PS  |
| ---- | ---------------- | ----- | - | - | - | --- | --- |
| 1    | Warriors Bologna | .1000 | 8 | 8 | 0 | 280 | 69  |
| 2    | Bengals Brescia  | .625  | 8 | 5 | 3 | 187 | 96  |
| 3    | Redskins Verona  | .250  | 8 | 2 | 6 | 132 | 241 |
| 4    | Muli Trieste     | .125  | 8 | 1 | 7 | 109 | 295 |

### Girone Centro
| Pos. | Squadra         | %V    | G | V | P | PF  | PS  |
| ---- | --------------- | ----- | - | - | - | --- | --- |
| 1    | Marines Lazio   | .1000 | 7 | 7 | 0 | 270 | 7   |
| 2    | Guelfi Firenze  | .857  | 7 | 6 | 1 | 176 | 63  |
| 3    | Angels Pesaro   | .500  | 8 | 4 | 4 | 133 | 126 |
| 4    | Gladiatori Roma | .125  | 8 | 1 | 7 | 8   | 265 |
| 5    | Briganti Napoli | .125  | 8 | 1 | 7 | 25  | 151 |

## Playoff
|  | Quarti di finale | Quarti di finale    | Quarti di finale   |                  |    | Semifinali    | Semifinali | Semifinali |  |  | XXVIII Superbowl | XXVIII Superbowl   | XXVIII Superbowl |
|  |                  |                     |                    |                  |    |               |            |            |  |  |                  |                    |                  |
|  | 1                | Marines Lazio       | 39                 |                  |    |               |            |            |  |  |                  |                    |                  |
|  | 2                | Bengals Brescia     | 0                  |                  |    |               |            |            |  |  |                  |                    |                  |
|  | 2                | Bengals Brescia     | 0                  |                  |    | Marines Lazio | 39         |            |  |  |                  |                    |                  |
|  |                  |                     |                    |                  |    | Marines Lazio | 39         |            |  |  |                  |                    |                  |
|  |                  |                     | Hogs Reggio Emilia | 40               |    |               |            |            |  |  |                  |                    |                  |
|  | 1                | Hogs Reggio Emilia  | Hogs Reggio Emilia | 40               | 22 |               |            |            |  |  |                  |                    |                  |
|  | 1                | Hogs Reggio Emilia  |                    |                  | 22 |               |            |            |  |  |                  |                    |                  |
|  | 2                | Guelfi Firenze      | 9                  |                  |    |               |            |            |  |  |                  |                    |                  |
|  |                  |                     |                    |                  |    |               |            |            |  |  |                  | Hogs Reggio Emilia | 28               |
|  |                  |                     |                    | Warriors Bologna | 14 |               |            |            |  |  |                  |                    |                  |
|  | 1                | Skorpions Varese    | 7                  |                  |    |               |            |            |  |  |                  |                    |                  |
|  | 2                | Blacks Rivoli       | 25                 |                  |    |               |            |            |  |  |                  |                    |                  |
|  | 2                | Blacks Rivoli       | 25                 |                  |    | Blacks Rivoli | 22         |            |  |  |                  |                    |                  |
|  |                  |                     |                    |                  |    | Blacks Rivoli | 22         |            |  |  |                  |                    |                  |
|  |                  |                     | Warriors Bologna   | 43               |    |               |            |            |  |  |                  |                    |                  |
|  | 1                | Warriors Bologna    | Warriors Bologna   | 43               | 47 |               |            |            |  |  |                  |                    |                  |
|  | 1                | Warriors Bologna    |                    |                  | 47 |               |            |            |  |  |                  |                    |                  |
|  | 2                | Red Jackets Sarzana | 8                  |                  |    |               |            |            |  |  |                  |                    |                  |

## XXVIII Superbowl
La partita finale, chiamata XXVIII Superbowl Italiano si è disputata il 12 luglio 2008 allo stadio Lunetta Gamberini di Bologna, ed è stata vinta dagli Hogs Reggio Emilia sui Warriors Bologna padroni di casa per 28 a 14.
Il runningback Fabrizio Vaccari degli Hogs è stato premiato come MVP dell'incontro.
- Hogs Reggio Emilia campioni d'Italia NFLI 2008.